# コードキャンプ
コードキャンプ株式会社とは、東京都品川区大崎に本社を置く日本の企業。
オンラインでは"日本初"となるマンツーマンでのプログラミングスクール「CodeCamp」、転職サポート付きの2ヶ月間エンジニア養成プログラム「CodeCampGATE」、子供向けプログラミング教室「CodeCamp Kids」 を運営している。
このうち「CodeCamp」はベンチャーキャピタルのIncubateFundが開催した「インキュベイトキャンプ 5th」において、準優勝した。
2015年には東証一部上場のITコンサルティングファームであるフューチャーの子会社となった。

## 沿革
- 2012年12月21日 - 株式会社トライブユニブを設立
- 2013年10月8日 - オンラインプログラミングスクール「CodeCamp」をリリース
- 2015年4月20日 - 社名をコードキャンプ株式会社へ変更
- 2015年8月28日 - フューチャーアーキテクトが、62.5%の株式を取得し、子会社化

## 提供しているサービス
CodeCamp
日本初の「オンライン」で「マンツーマンのプログラミングレッスン」が受けられるサービス。  
講師は全員現役のエンジニアであることを謳っており、実践的なカリキュラムの構成となっている。 
ホリエモンこと堀江貴文氏がTwitterで「これいいね！」と絶賛したことから、一気に利用者数が伸びた。
現在では1万3000人以上の登録があり、日本最大級のオンラインプログラミングレッスンのプラットフォームになっている。
日本のオンラインプログラミング企業で初めて LINE を使ったサポートやカウンセリングを行うサービスを開始しており、
カスタマーサポートへ注力している。
CodeCampGATE
CodeCampKIDS

## レッスン可能な言語・ツール
- HTML5
- CSS3
- JavaScript
- PHP
- MySQL
- Java
- Ruby
- Adobe Photoshop
- Adobe Illustrator

## 出版物
プログラミング入門講座――基本と思考法と重要事項がきちんと学べる授業 （著者：米田 昌悟 COO）

## 受賞記録
インキュベイトキャンプ 5th 準優勝